# Newa Talai
Newa Talai é uma vila no distrito de Udaipur, no estado indiano de Rajastão.

## Demografia
Segundo o censo de 2001, Newa Talai tinha uma população de 4669 habitantes. Os indivíduos do sexo masculino constituem 53% da população e os do sexo feminino 47%. Newa Talai tem uma taxa de literacia de 69%, superior à média nacional de 59.5%: a literacia no sexo masculino é de 78% e no sexo feminino é de 58%. Em Newa Talai, 13% da população está abaixo dos 6 anos de idade.